# مارتي هيرمان
مارتي هيرمان (بالإنجليزية: Marty Herrmann)‏ هو لاعب كرة قاعدة أمريكي، ولد في 10 يناير 1893 في أولدينبورغ في الولايات المتحدة، وتوفي في 11 سبتمبر 1956 في سينسيناتي في الولايات المتحدة.

## وصلات خارجية
- مارتي هيرمان على موقعبيزبول رفرنس.كوم (الدوري الرئيسي) (الإنجليزية)